# 小川谷川
小川谷川（おがわだにがわ）は、徳島県三好郡東みよし町を流れる吉野川水系の河川である。

## 地理
東みよし町東山字男山の水源より東みよし町内を経て吉野川へ合流する。河川のほとんどは香川県道・徳島県道4号丸亀三好線と並行して流れている。河川には落差約13mの鞍が滝がかかる。

## 支流
- 増川谷川
- 滝久保谷川

## 名所
- 東山峠
- 鞍が滝
- 二本栗キャンプ場

## 流域の自治体
徳島県
三好郡東みよし町